# دلير شاكر
دلير سعد شاكر (1971) هو فنان تشكيلي عراقي، اقام العديد من معارض شخصية واشترك في الكثير من المعارض الفنية داخل وخارج العراق.

## حياته
وُلد الفنان دلير شاكر في العاصمة بغداد عام 1971، وهو ابن الفنان سعد شاكر، أكمل دراسته الابتدائية والثانوية فيها، درس فن السيراميك وتخرج من معهد الفنون الجميلة عام 1990، اشترك في مهرجان الواسطي في بغداد وفاز بالجائزة الاولى عام 1992، بعدها قرر مغادر العراق وسافر للاستقرار في الأردن، وخلال إقامته في عمان ترأس قسم الفن في مدرسة أهلية. اشترك في معرض تكريمي للفنانين شاكر حسن وإسماعيل فتاح في كاليري اثر في بغداد، ومعرض "حوار الاجيال" مع الفنان محمد مهر الدين في كاليري الاورفلي بعمان، وسافر في عام 2005 مع عائلته للاستقرار في فينيكس، بولاية أريزونا، وفي عام 2017 قرر العودة الى عمان مع عائلته للاستقرار فيها، وبدأ يعمل في الأستوديو الخاص به. أدار مشروع للخزف العربي بين عامي 2019 و2020، وأقام معرض الخزف العربي المعاصر "كائنات المخيال" في المتحف الأردني للفنون باشتراك أربعين فنان عربي من بلدان عربية مختلفة.

## المعارض

### معارض شخصية
- معرض شخصي - الرحلة - على قاعة خاصة في عمان 2006.
- معرض شخصي - آثار الزمن - في كاليري كريم في عمان 2008.[4]
- معرض شخصي - حكايات اللهب - في كاليري اولني روم في الولايات المتحدة 2010.
- معرض شخصي - مسارات رملية - في كاليري بول سكوت في أريزونا 2011.
- معرض شخصي بعنوان "البيت: واقع افتراضي" في كاليري كريم في عمان 2012.
- معرض شخصي بعنوان "الهياكل البيت الجديد" في كاليري بول سكوت في سكوتسديل 2014.
- معرض شخصي بعنوان "تشابكات" في دار المشرق بعمان 2020.[5]

### معارض جماعية
- اشترك في معرض "من بغداد إلى نيويورك: الجزء الثاني من مجموعة العنقاء العراقية" في صالة الرمان في نيويورك في الولايات المتحدة عام 2006.
- اشترك في معرض "الحداثة والعراق" في كاليري والاش للفنون في جامعة كولومبيا في نيويورك 2009.
- اشترك في معرض Art Santa Fe في المعرض الدولي للفن المعاصر في نيو مكسيكو 2010.[6]
- اشترك في معرض الملتقى المعاصر لمتحف فينيكس في فينيكس 2010.
- اشترك في معرض "الفن المعاصر في العراق اليوم" في ميم كاليري في دبي 2011.
- اشترك في معرض "الفن في العراق اليوم" في مركز بيروت للمعارض في بيروت 2011.
- اشترك في معرض مع الفنان محمد مهر الدين في عمان 2011.[7]
- اشترك في معرض "مسرح العمليات: حروب الخليج 1991- 2011″ في متحف Moma PS1 في نيويورك وتم نشر حلقة له في برنامج "أطراف الحديث" على قناة الشرقية.